# اشتباه یک لاس‌زن
اشتباه یک لاس‌زن (انگلیسی: A Flirt's Mistake) یک فیلم کوتاه کمدی به کارگردانی جرج نیکولز است که در سال ۱۹۱۴ منتشر شد.

## گزیدهٔ بازیگران
- راسکو آرباکل[۱]
- مینتا دارفی[۱]
- ویلیام هابر
- ادگار کندی
- ویرجینیا کارتلی[۱]
- هنری لرمن
- جرج نیکولز